# 埼玉県道244号志木停車場線
埼玉県道244号志木停車場線（さいたまけんどう244ごう しきていしゃじょうせん）は、埼玉県志木市内に設定されている都道府県道である。

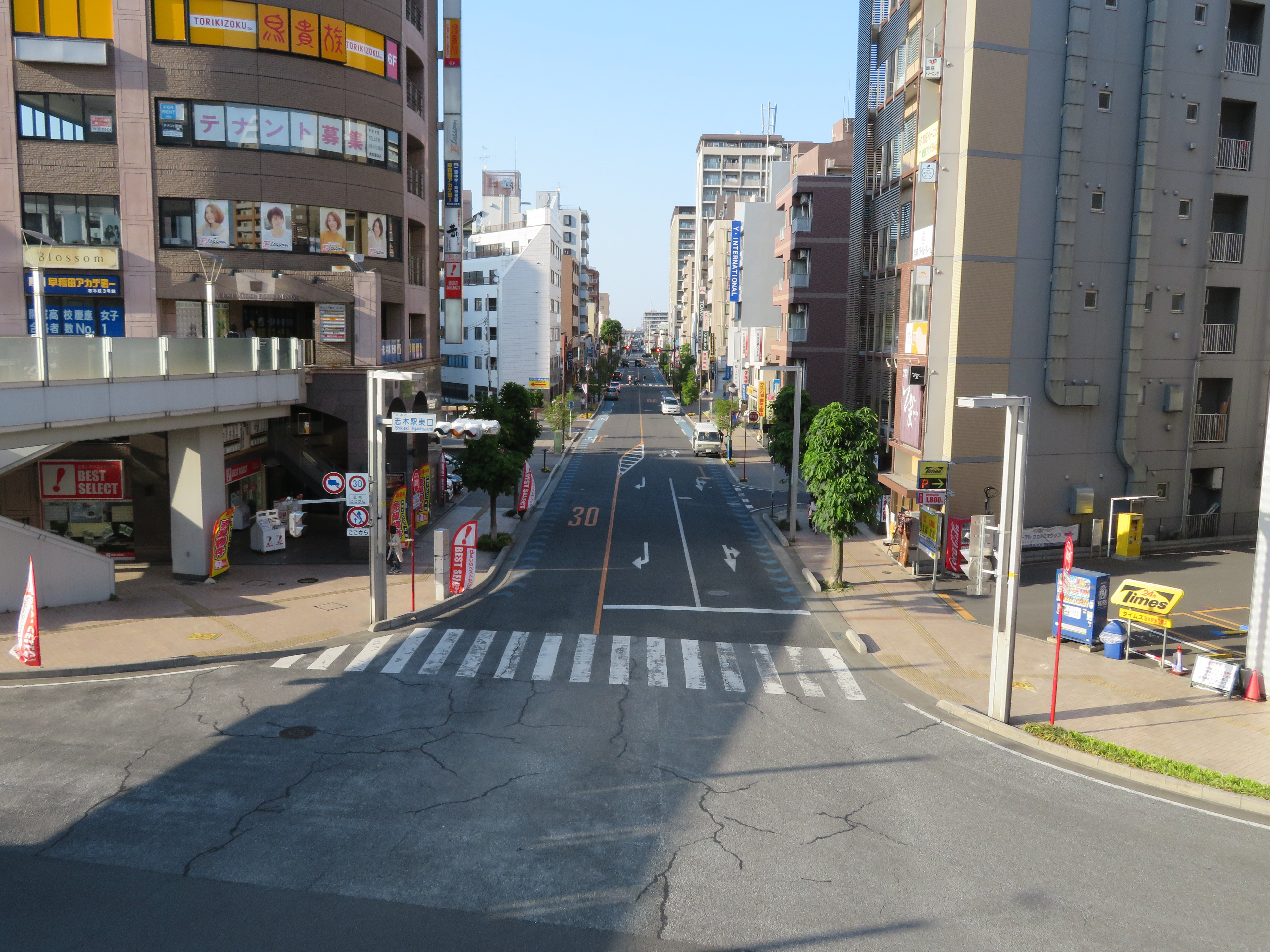
志木市志木駅東口交差点付近

## 路線概要
- 起点：志木停車場
- 終点：埼玉県道36号保谷志木線（重複:埼玉県道40号さいたま東村山線・埼玉県道266号ふじみ野朝霞線）交点
- 総距離：855m

## 一般名称
- 本町通り：全線

## 通過する自治体
- 埼玉県
  - 志木市

## 接続・交差する主な道路
- （ユリノ木通り）「本町5丁目交差点」
- 埼玉県道36号保谷志木線（本町通り・昭和新道）「本町3丁目交差点」
- （パルシティ通り）「本町3丁目交差点」

## 沿線
- 東武鉄道東上本線 志木駅
- 志木郵便局